# Un home seriós
Un home seriós (títol original en anglès: A Serious Man) és una pel·lícula estatunidenco-britànico-francesa dirigida per Joel Coen i Ethan Coen estrenada el 2009. Aquesta pel·lícula és una comèdia d'humor negre i particularment d'humor jueu en la línia de la seva precedent pel·lícula, Cremeu-ho després de llegir-ho. Ha estat doblada al català.

## Argument
El 1967 a Minneapolis, Larry Gopnik, un professor de física a l'espera d'un lloc de professor titular, veu la seva vida esfondrar -seprogressivament quan la seva dona Judith demana el divorci per casar-se amb el seu amic, Sy Ableman, vidu des de fa tres anys. L'ambient en la família de Larry Gopnik no és el millor possible des d'alguns mesos: la seva filla, Sarah, obsessionada per la seva aparença, no somia més que en refer-se el nas, el seu fill, Danny, es refreda a l'escola hebraica i passa el seu temps davant les sèries de televisió dels anys 1960 o a escoltar la ràdio durant les classes, i finalment el seu germà irresponsable, Arthur, no vol anar-se’n de la seva llar i ocupa el canapè des de fa mesos omplint foscos quaderns de símbols de la càbala. Gopnik és forçat per la seva esposa a marxar de la seva llar per instal·lar-se en un motel lamentable de la ciutat durant el temps del procediment de divorci.
A la universitat, la situació de Gopnik no és gaire millor. En efecte, ha rebut una proposició de propina d'un estudiant coreà que ha suspès el seu examen i que el denuncia. Cartes de difamació segueixen llavors al director del departament de física que presideix el comitè abans de pronunciar-se sobre la seva titulació.
Davant l'allau de problemes que s'afegeixen cada dia al seu diari ben regulat de professor de física quàntica, Gopnik intenta trobar solucions i reconfort amb diferents rabins tot incapaços d'aportar cap ajuda. Progressivament, el pes de la seva vida s'abat sobre les seves espatlles que cedeixen una mica més cada dia. Gopnik obté finalment la titulació del seu lloc de professor en la facultat i Sy Ableman mor oportunament d'un accident de la carretera en el moment exacte i torbador que ell mateix és implicat en un altre accident. Rep llavors una trucada telefònica del seu metge personal que li demana que vingui a discutir amb urgència els seus últims resultats mèdics.

## Comentaris
La pel·lícula il·lustra la imprevisibilitat, la injustícia i la incomprensibilitat de la vida que sembla de vegades acarnissar-se amb algunes persones reservant-los desgràcies sobre desgràcies, com en la història de Job a la Bíblia. Aquesta imprevisibilitat és reflectida fins a l'ensenyament de Gopnik que s'entesta a descriure el principi d'inalgunesa de Heisenberg i l'experiència del Gat de Schrödinger.

## Repartiment
- Michael Stuhlbarg: Larry Gopnik

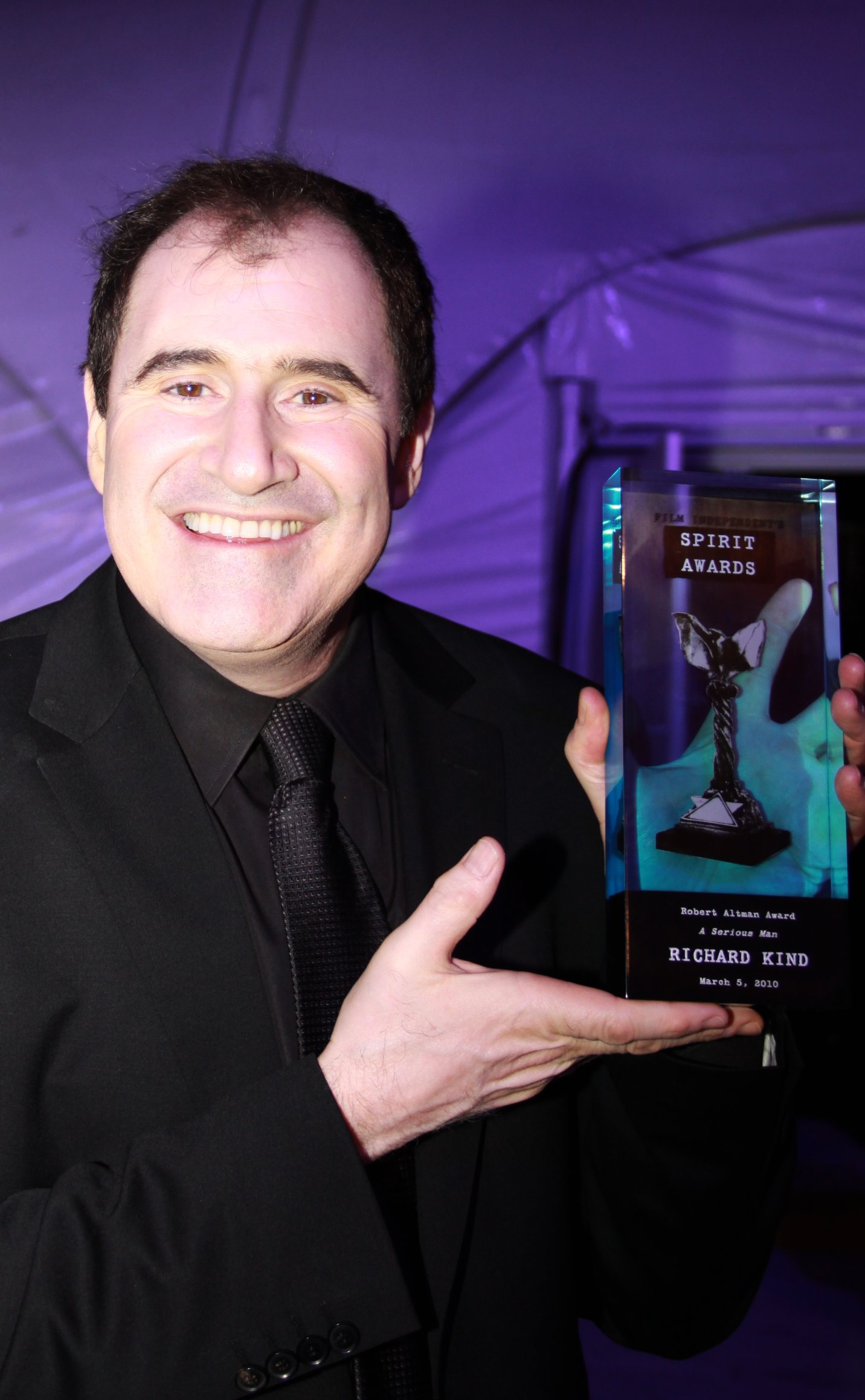
Richard Kind rebent el seu premi en els Independent Spirit Award el març de 2010

- Sari Lennick: Judith Gopnik, la dona de Larry
- Fred Melamed: Sy Ableman, l'amic de Judith
- Richard Kind: Oncle Arthur, el germà de Larry
- Aaron Wolff: Danny Gopnik, el fill
- Jessica McManus: Sarah Gopnik, la filla
- Simon Helberg: Rabbi Scott Ginzler, el rabí "Júnior
- Adam Arkin: Don Milgram, l'advocat de Larry
- George Wyner: Rabbi Nachter, el "segon rabí"
- Fyvush Finkel: Reb Groshkover
- Katherine Borowitz: Mimi Nudell
- Steve Park: M. Park
- Amy Landecker: Sra. Samsky, la veïna atractiva
- Raye Birk: Dr. Shapiro, el metge de Larry
- Allen Lewis Rickman: Velvel
- Peter Breitmayer: Gar Brandt
- Tim Russell: el detectiu n°1
- Alan Mandell: Rabbi Marshak
- Yelena Shmulenson: Dora
- Ari Hoptman: Arlen Finkle, el col·lega de Larry
- Jim Brockhohn: l'empresari del "Red Owl"

## Al voltant de la pel·lícula
- La pel·lícula ha estat rodada a l'Estat de Minnesota, principalment a la ciutat de Minneapolis[3]
- Els germans Coen retroben el seu director de fotografia Roger Deakins, amb qui no havien treballat en la seva pel·lícula precedent, però que era director de fotografia a: Barton Fink (1991), El gran salt (1994), Fargo (1996), El gran Lebowski (1998), O Brother, Where Art Thou? (2000), The Man Who Wasn't There (2001), Intolerable Cruelty (2003), The Ladykillers (2004) i finalment No Country for Old Men (2007).
- Carter Burwell ha signat la música de totes les pel·lícules dels germans Coen des del seu tot primer llargmetratge Sang fàcil (1984).

## Premis i nominacions

### Premis
- 2009. Premi al millor guió per a Joel i Ethan Coen per la Boston Society of Film Critics[4]
- 2009. Premi al millor guió per a Joel i Ethan Coen per la National Board of Review

### Nominacions
- 2010. Oscar a la millor pel·lícula
- 2010. Oscar al millor guió original per Joel Coen i Ethan Coen
- 2010. Globus d'Or al millor actor musical o còmic per Michael Stuhlbarg
- 2010. BAFTA al millor guió original per Joel Coen i Ethan Coen